# George Rock
George Rock (11 de octubre de 1919 - 12 de abril de 1988) fue un instrumentista y cantante estadounidense. 

## Resumen biográfico
Nacido en Farmer City, Illinois, fue miembro de la orquesta formada por Spike Jones, Spike Jones and His City Slickers.
Además de trompetista, también cantaba con el grupo, aunque de manera ocasional, usando una interpretación con la voz que sonaba como la de un niño. Así, cantó "All I Want For Christmas Is My Two Front Teeth" y "I'm Forever Blowing Bubble Gum." 
Otras grabaciones en las que participó con Spike Jones and the City Slickers fueron "I'm the Captain of the Space Ship", "I'm the Angel in the Christmas Play", y "Happy New Year" (la otra cara del disco "All I Want for Christmas Is My Two Front Teeth").
Además, Rock aparecía como trompetista en el show televisivo The Spike Jones Show, a finales de la década de 1950. 
George Rock falleció en 1988 en Champaign (Illinois).